# Hoplotarache hemiselenias
Hoplotarache hemiselenias är en fjärilsart som beskrevs av George Francis Hampson 1918. Hoplotarache hemiselenias ingår i släktet Hoplotarache och familjen nattflyn. Inga underarter finns listade i Catalogue of Life.